# Laurence Delu
Laurence Delu est une mosaïste et peintre française, née en 1939 à Boulogne-Billancourt (Hauts-de-Seine).

## Biographie
Laurence Delu commence ses études artistiques en 1958 à l'Académie Charpentier, à Paris, sous la direction du peintre-cartonnier Maurice André (1914-1985). Puis elle poursuit son apprentissage pendant cinq ans, à l'École des Arts décoratifs de Paris, ayant notamment comme professeurs les peintres Marcel Gromaire et Jacques Despierre, ainsi que l'architecte et décorateur André Arbus, de 1959 à 1963. Obtenant une bourse du gouvernement italien en 1963, elle part étudier à l'École des Beaux-arts de Ravenne (Italie), où, sous la direction du mosaïste italien Renato Signorini (en), elle se spécialise durant un an dans la technique de la mosaïque byzantine.
À partir des années 1960, obtenant le prix de lauréate de la Fondation de la vocation en 1967, Laurence Delu réalise, seule ou avec son compagnon le mosaïste danois Lars Nielsen, de très nombreuses fresques mosaïques, notamment dans le cadre de la politique des 1% artistiques dans les établissements scolaires, dans la région parisienne, en Normandie, à Orléans, sur la Côte d'Azur, et en Guadeloupe entre autres. En 1975-1976, Delu réalise notamment avec con compagnon Nielsen des fresques mosaïques d'après des compositions originales du peintre André Hambourg, au lycée André Maurois de Deauville (Calvados) avec trois fresques (Fête de la Mer ou Départ des régates, L'arrière-pays agricole et Portrait d'André Maurois), mais également à l'école maternelle Hans Christian Andersen de Trouville-sur-Mer (Calvados) avec la fresque La Sirène d'Andersen transférée à l'école René-Coty en 2016, et enfin au collège Charles Mozin de Trouville-sur-Mer également avec la grande mosaïque Les Bateaux de pêche ; ces deux dernières œuvres ayant été inaugurées par le ministre Michel d'Ornano, le 5 novembre 1977. Dans la ville de Clamart (Hauts-de-Seine), où elle travaille, toujours avec son compagnon Lars Nielsen, elle réalise les monumentales fresques Les Oiseaux sur la ville, contre la façade d'un immeuble donnant sur le marché du Trosy, et Les Phases solaires, contre la façade nord du Centre socio culturel de La Fourche.
Plusieurs des fresques urbaines de Delu existent encore, d'autres ont disparu, et ses peintures, souvent non signées, sont très rares[réf. nécessaire].
En 2004, elle participe en tant qu'artiste à l'exposition Jardins d'hivers, jardins secrets, organisée par le Centre d'art contemporain Chanot, à Clamart (Hauts-de-Seine).
Laurence Delu avait installé son atelier à Clamart (Hauts-de-Seine).
Une partie de sa correspondance est aujourd'hui déposée aux Archives nationales, à Pierrefitte-sur-Seine (Seine-Saint-Denis).

## Expositions
- 1965-1976 : Salons d'Automne, Paris
- 1969 : Maison de la Radio, Paris
- 1978 : Centre culturel Jean Arp, Clamart

## Œuvres (mosaïques)
- Fresque mosaïque Les Phases solaires, mur nord du Centre socio culturel de La Fourche, Clamart
- Fresque mosaïque Les Oiseaux sur la ville, façade d'immeuble du marché du Trosy, Clamart
- Fresque mosaïque du collège Hohberg, Strasbourg (Bas-Rhin), d'après un carton du peintre René Perrot (1912-1979), en 1979
- Fresque mosaïque du groupe scolaire
- Fresques mosaïques du lycée André-Maurois, Deauville (Calvados), d'après des cartons du peintre André Hambourg (1909-1999), en 1976
- Fresque mosaïque du collège Charles-Mozin, Trouville-sur-Mer (Calvados), d'après un carton du peintre André Hambourg, en 1976
- Fresques mosaïques de l'école maternelle Hans Christian Andersen, Trouville-sur-Mer (Calvados), d'après des cartons d'André Hambourg, en 1976
- Fresque mosaïque du lycée Les Sapins, Coutances (Manche), d'après un carton du peintre Robert Wogensky (1919-2019), en 1976
- Fresque mosaïque du lycée Etion (actuel lycée Simone-Veil), Charleville-Mézières (Ardennes), d'après un carton du peintre Jacques Despierre (1912-1995), en 1971
- Fresque mosaïque du collège Guy-Moquet, Villejuif (Val-de-Marne), d'après un carton de la peintre Catherine Lurçat (1932-1994), en 1971
- Fresque mosaïque du lycée EREA Robert Doisneau, Saint-Lô (Manche), d'après un carton du peintre Jacques Despierre (1912-1995), en 1970
- Fresque mosaïque pour le paquebot Pasteur, Dunkerque (Nord), d'après un carton du peintre Georges Akopian (1912-1971), en 1966